# Elita władzy
Elita władzy (ang. power elite) – pojęcie użyte przez Charlesa Wrighta Millsa w jego książce pod tym samym tytułem.
Według autora w skład elity władzy wchodzą osoby zajmujące stanowiska, które umożliwiają im wzniesienie się ponad zwykłe środowisko zwyczajnych ludzi, dzięki czemu mogą podejmować decyzje pociągające za sobą doniosłe konsekwencje. To, czy podejmują takie decyzje, czy też nie, jest mniej ważne niż sam fakt, że zajmują owe kluczowe stanowiska: nawet jeśli nie działają, to tym samym dokonują aktu, który może nieraz wywołać skutki bardziej doniosłe niż decyzja, jaką rzeczywiście podejmują.
Elita władzy nie rządzi sama. Jej wyższe koncepcje i decyzje przygotowują często różnego rodzaju doradcy, rzecznicy, i urabiacze opinii publicznej.
Za posiadających władzę uważa się tych, którzy potrafią zrealizować swoją wolę, nawet jeśli inni się temu opierają. Wynika stąd, że nie może naprawdę posiadać władzy ten, kto nie ma dostępu do stanowisk kierowniczych w głównych instytucjach. Władzę bowiem rzeczywiście posiadają przede wszystkim ci, którzy rozporządzają owymi instytucjonalnymi środkami władzy.
Tego rodzaju instytucjonalną władzą dysponują politycy i najwyżsi urzędnicy państwowi; a także wojskowi oraz główni akcjonariusze i dyrektorzy dużych korporacji. Prawdą jest, że nie wszelka władza opiera się na owych instytucjach i wykonywana jest za ich pośrednictwem, ale tylko w ich obrębie i dzięki nim może istnieć władza o pewnej mniejszej lub większej trwałości i znaczeniu.
Koła wyższe (the higher circles), które zajmują decydujące stanowiska kierownicze czy też skupiają się wokół nich określa się często w oparciu o kryterium posiadania. Mówi się, że elitę stanowią ludzie, którzy mają większy niż inni udział w rzeczach i najwyżej cenionych wartościach. Z tego punktu widzenia elita to ci, którzy posiadają najwięcej tego, co można posiadać, to znaczy – według ogólnego mniemania – pieniędzy, władzy i prestiżu, i którzy w związku z tym reprezentują styl życia, jaki czynniki te umożliwiają.
W rzeczywistości jednak elita to nie po prostu ludzie, którzy posiadają najwięcej. Nie mogliby "posiadać najwięcej", gdyby nie zajmowali stanowisk w wielkich instytucjach: to owe instytucje są bowiem nieodzowną bazą ich władzy, bogactwa i prestiżu, a jednocześnie – głównymi środkami wykonywania władzy, zdobywania i utrzymania bogactwa oraz realizacji ich większych roszczeń do prestiżu. Również i bogactwo zdobywa się oraz utrzymuje w instytucjach i dzięki nim. Jednakże - z drugiej strony - osoby z elity zajmują wysoką pozycję w korporacjach dzięki swoim predyspozycjom psychofizycznym, wykształceniu i pochodzeniu z bogatych rodzin. Zatem "posiadanie najwięcej" oraz zajmowanie wysokich stanowisk jest ze sobą nierozerwalnie związane i wynikające ze wspólnych uwarunkowań.